# KIM-10
Der KIM-10 (russisch КИМ-10) ist ein Kleinwagen des sowjetischen Herstellers Moskowski Awtomobilny Sawod imeni KIM (russisch Московский автомобильный завод имени КИМ), der von 1940 bis 1941 in Serie gebaut wurde. Er war der Versuch der Sowjetunion, ein dem KdF-Wagen ähnliches Fahrzeug für die breite Masse der Bevölkerung zu schaffen, die Entwickler orientierten sich dabei stark am Ford Prefect von 1938. Bedingt durch den Zweiten Weltkrieg entstanden jedoch nur 500 Exemplare des Personenwagens.

## Fahrzeuggeschichte

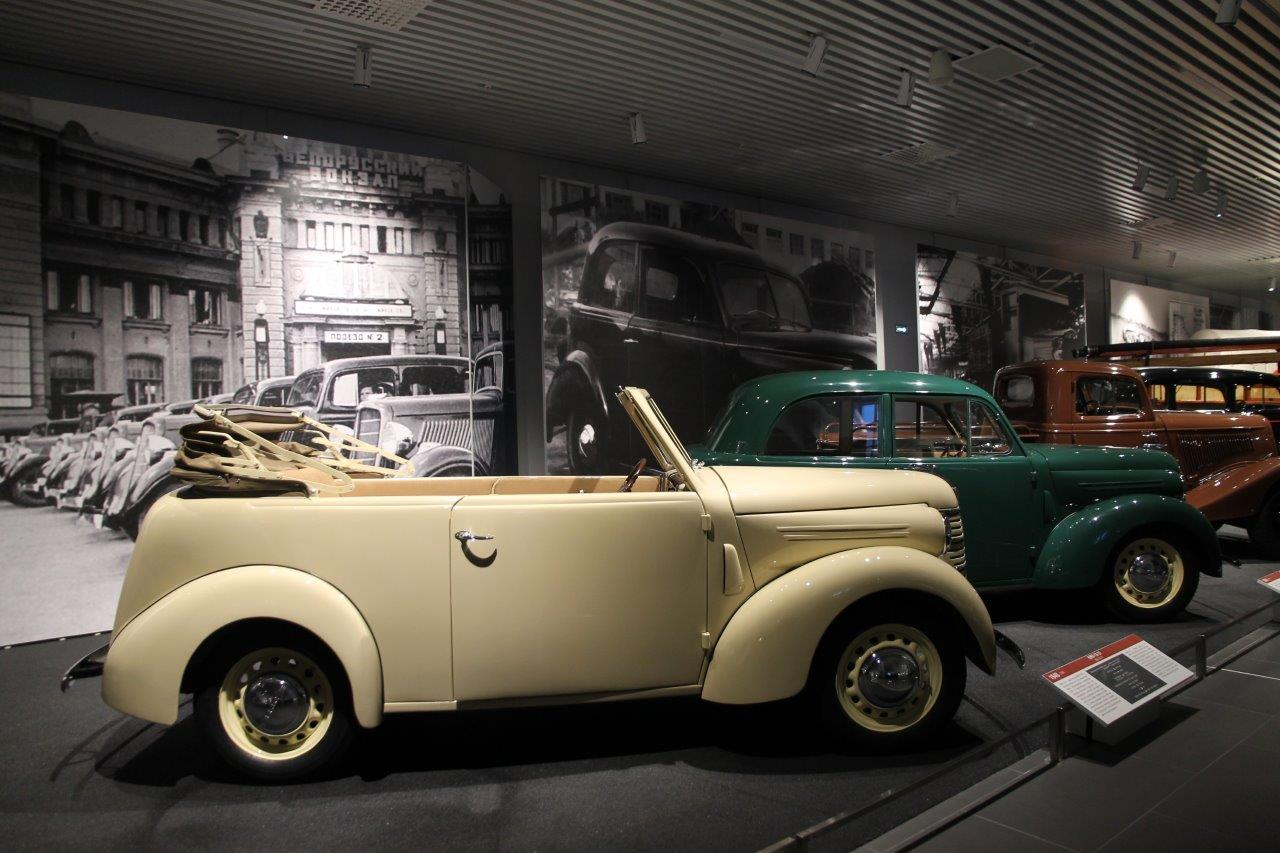
Cabriolet KIM-10-51 (vorne) neben einem KIM-10-50 in einem russischen Museum (2019)

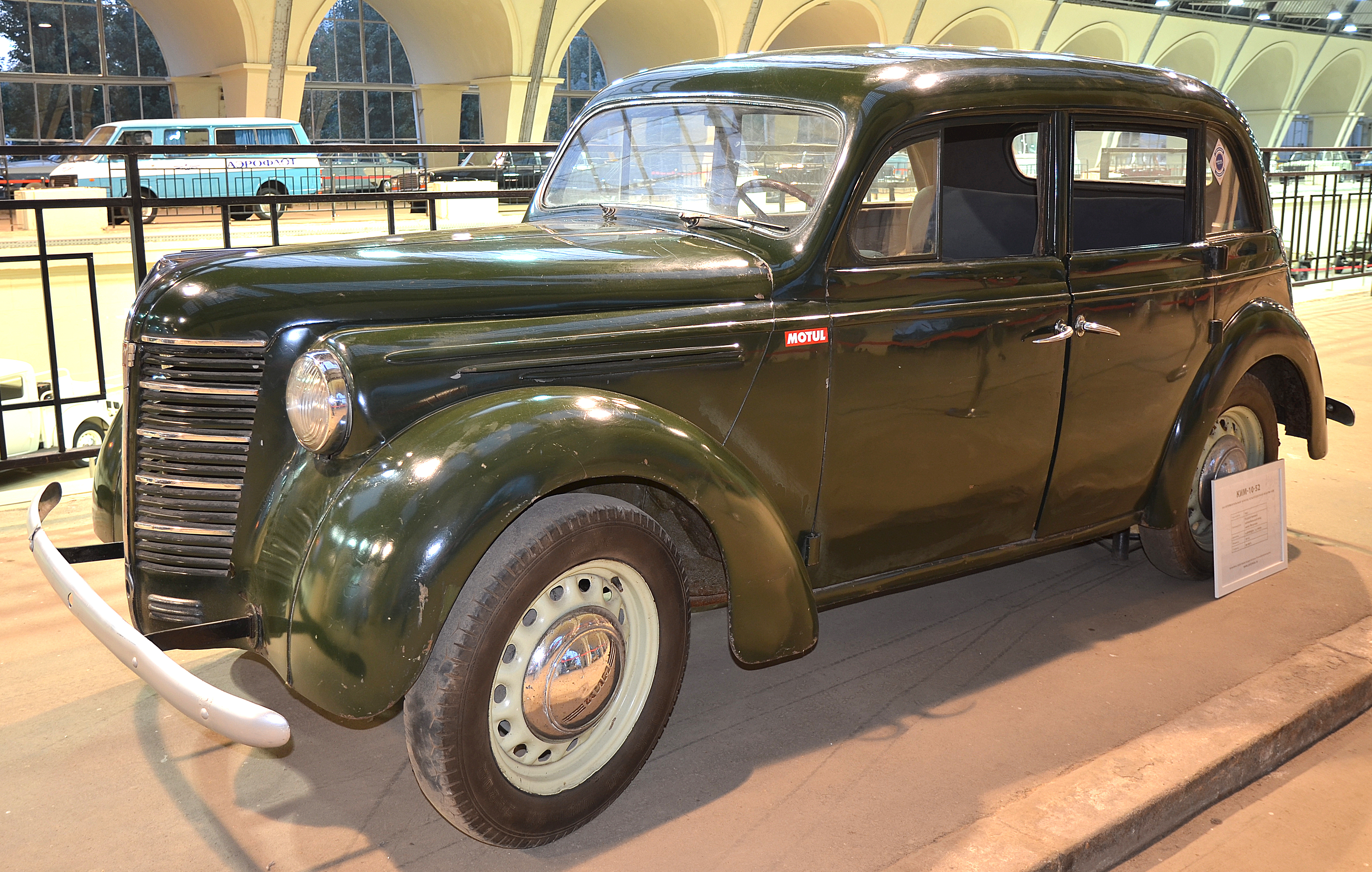
Die viertürige Version KIM-10-52 hatte äußerlich bereits größere Ähnlichkeiten mit dem Nachfolger Moskwitsch-400 (fotografiert 2014)

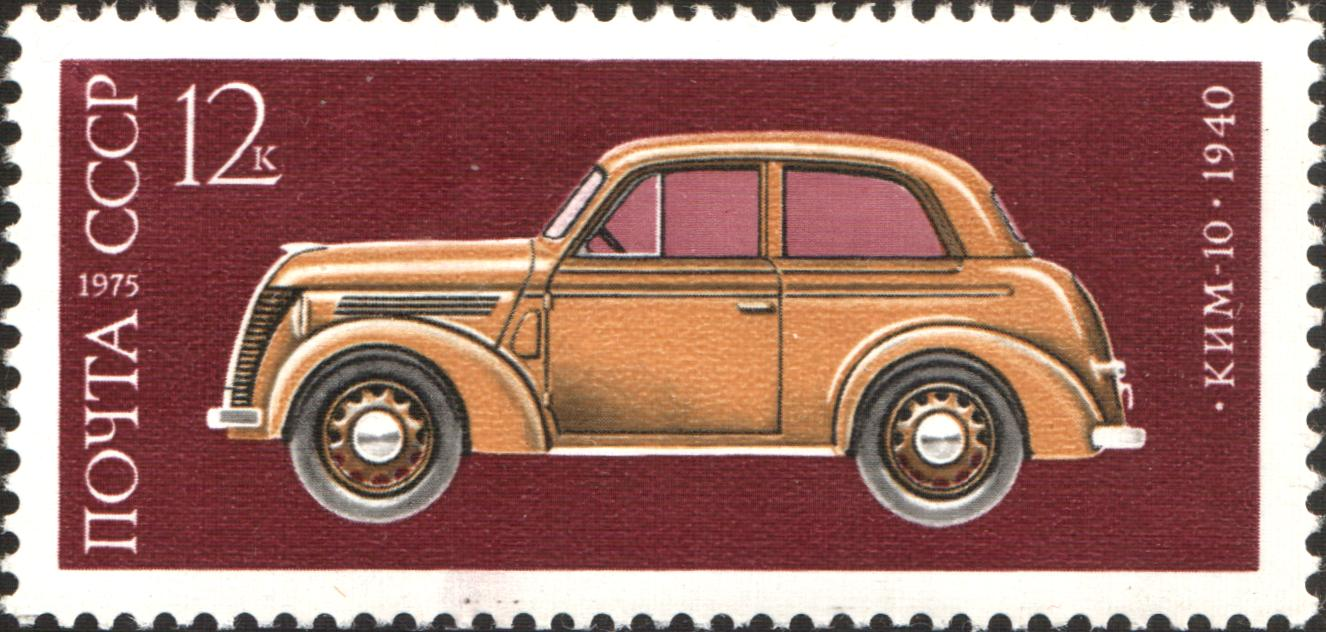
Sowjetische Briefmarke mit KIM-10 als Motiv von 1975

Mitte bis Ende der 1930er-Jahre existierte aus sowjetischer Produktion kein Kleinwagen, der für die breite Masse der Bevölkerung erschwinglich gewesen wäre. Die verbreiteten Personenwagen GAZ-M1 und ZIS-101 gehörten zur Mittel- beziehungsweise Oberklasse und waren entsprechend teuer. Ein GAZ-M1 kostete etwa 9000 Sowjetische Rubel, ein Arbeiter verdiente 1940 durchschnittlich 340 Rubel pro Monat.
Um die Produktionskosten gering zu halten, wollten sich die Konstrukteure zunächst an einem deutschen Fahrzeug orientieren und, falls möglich, eine entsprechende Lizenz erwerben. Vorbild war der KdF-Wagen, der für 990 Reichsmark (die einen Gegenwert von etwa 2100 Sowjetischen Rubeln hatten) verkauft wurde. Allerdings lehnte Josef Stalin den Entwurf mit luftgekühltem Heckmotor ab. Das Fahrzeugbauinstitut NATI suchte entsprechend zusammen mit dem Gorkowski Awtomobilny Sawod (GAZ) nach einer anderen Lösung. Man beschaffte einige Fahrzeuge aus Großbritannien, darunter Wagen der letzten Generation des Austin 7 und des Ford Prefect von 1938. Letzterer wurde schließlich Vorbild für den neuen sowjetischen Entwurf.
Die Produktion wurde im großen Stil geplant. Da das GAZ-Werk mit der Produktion der eigenen Modelle ausgelastet war, wurde sein Moskauer Montagewerk, das Moskowski Awtosborotschny Sawod imeni KIM, für die Fertigung des Kleinwagens ausgewählt. Das Werk hätte 50.000 der Automobile pro Jahr fertigen sollen. Dazu wurde das Werk umgebaut und auch umbenannt, von Automontagewerk in Automobilwerk (ab 1939 also Moskowski Awtomobilny Sawod imeni KIM). Geplant waren drei Versionen des Fahrzeugs:
- KIM-10-50 – zweitürige Limousine
- KIM-10-51 – zweitüriges Cabriolet
- KIM-10-52 – viertürige Limousine

Der erste Prototyp des KIM-10 wurde am 25. April 1940 vollendet. Die Serienfertigung begann planmäßig 1941, musste aber schon nach zwei Monaten aufgrund des Ausbruchs des Deutsch-Sowjetischen Krieges gestoppt werden. Auf diese Weise entstanden insgesamt nur 500 Exemplare von allen Versionen, die innerhalb kurzer Zeit restlos ausverkauft waren. Das gesamte Werk wurde im Oktober 1941 in Moskau ab- und hinter dem Ural wieder aufgebaut. Fortan produzierte das Unternehmen Kriegsgüter für die Rote Armee. Erst 1946 wurde mit dem Moskwitsch-400 wieder die Fertigung von Personenwagen im Moskauer Werk aufgenommen.
Wegen der geringen Stückzahl ist das Fahrzeug heute selten, es sind lediglich noch vier Exemplare bekannt. 1975 widmete die sowjetische Post dem KIM-10 eine Briefmarke.

## Technische Daten
Die überlieferten Daten des KIM-10 schwanken je nach Quelle leicht, insbesondere die äußeren Abmessungen differieren um einige Millimeter. Der Motor hätte bei einer Verdichtung von 6,16:1 auch 32 PS liefern können, dazu wäre aber Benzin mit einer Klopffestigkeit von mindestens 70 Oktan notwendig gewesen, da sonst die Gefahr von zu früher Selbstzündung besteht. Da solch „hochoktaniger“ Kraftstoff schlecht verfügbar war, wurde die Verdichtung und damit auch die Leistung des Motors geringfügig gesenkt.
- Motor: Vierzylinder-Ottomotor
- Leistung: 30 PS (22 kW) bei 4000 min−1
- Hubraum: 1172 cm³
- Bohrung: 63,5 mm
- Hub: 92,45 mm
- Verdichtung: 5,75:1
- Verbrauch: 7 bis 8 l/100 km
- Getriebe: handgeschaltetes Dreigang-Getriebe mit Rückwärtsgang
- Höchstgeschwindigkeit: 90 km/h
- Antriebsformel: 4×2 (Hinterradantrieb)

Abmessungen und Gewicht
- Länge: 3943 mm
- Breite: 1430 mm
- Höhe: 1600 mm
- Radstand: 2386 mm
- Reifendimension: 5,00-16″
- Leergewicht: 840 kg